# Verdicchio dei Castelli di Jesi

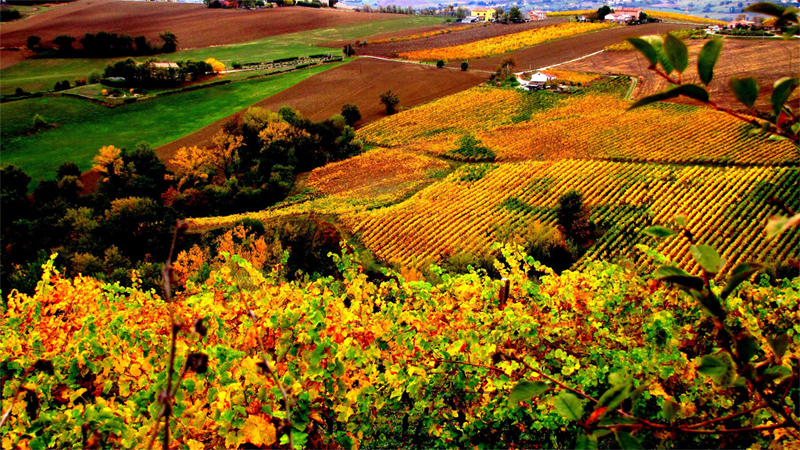
Wijngaarden nabij Montecarotto

Verdicchio dei Castelli di Jesi is een Italiaanse witte wijn met het kwaliteitslabel Denominazione di origine controllata (DOC). De wijn mag uitsluitend worden geproduceerd in 25 gemeenten ten westen van Jesi in de provincies Macerata en Ancona.
De licht goudgele droge wijn wordt gemaakt van minimaal 85% Verdicchio druiven, aangevuld met maximaal 15% andere witte druivensoorten die in de regio Marche gebruikelijk zijn. De witte wijn heeft 6-12 maanden gerijpt. Verdicchio dei Castelli di Jesi dient jong te worden gedronken.

## Overige DOC en DOCG wijnen
Naast de gewone witte wijn worden er nog enkele wijnen geproduceerd die een DOC kwaliteitslabel dragen:
- de Verdicchio dei Castelli di Jesi Spumante (mousserende wijn),
- de Verdicchio dei Castelli di Jesi Passito (dessertwijn),
- de Verdicchio dei Castelli di Jesi Classico (wijn uit het oorspronkelijke wijnbouwgebied, de gemeenten Filottrano, Jesi en Cingoli) en
- de Verdicchio dei Castelli di Jesi Classico Superiore.

In hetzelfde wijnbouwgebied worden ook twee Denominazione di origine controllata e garantita (DOCG) wijnen geproduceerd:
- de Castelli di Jesi Verdicchio Riserva en
- de Castelli di Jesi Verdicchio Riserva Classico.

De DOCG wijnen hebben minimaal 18 maanden gerijpt, waarvan 6 maanden in de fles.
| Provincie | Seizoen | volume in hectoliter |
| --------- | ------- | -------------------- |
| Ancona    | 1990/91 | 19462                |
| Ancona    | 1991/92 | 22411                |
| Ancona    | 1992/93 | 22229                |
| Ancona    | 1993/94 | 20751                |
| Ancona    | 1994/95 | 18,659,4             |
| Ancona    | 1995/96 | 20921,1              |
| Ancona    | 1996/97 | 21897,04             |
| Macerata  | 1993/94 | 8502,55              |